# 石四箴
石四箴（1940年4月—），籍貫台湾台南，汉族，中华人民共和国儿童口腔医学专家、政治人物，第九届、第十届、第十一届全国政协委员。
加入台湾民主自治同盟，担任台盟上海市委原主委、上海市政协原副主席。2008年，当选第十一届全国政协委员，代表台湾民主自治同盟，分入第十三组。